# Rhipidarctia rubrosuffusa
Rhipidarctia rubrosuffusa là một loài bướm đêm thuộc phân họ Arctiinae, họ Erebidae.